# Ketteln
Als Ketteln bezeichnet man: 

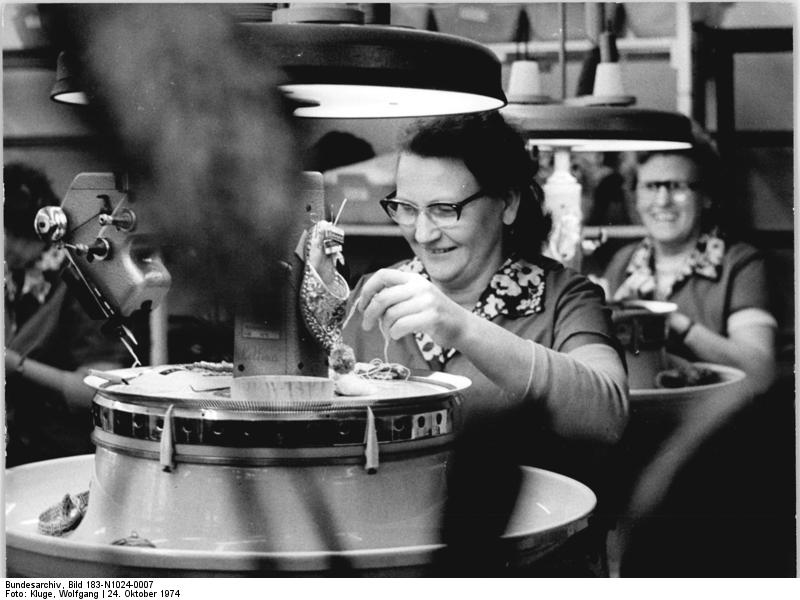
Kettlerin bei der Arbeit (1974)

- die maschengerechte Verbindung von zwei Maschenwarenkanten zur Erzielung einer elastischen, nichtauftragenden Naht
- das Einfassen von Stoffrändern (Versäubern) mit einem Stich mehr oder minder senkrecht zur Stoffkante.

Beispiele sind Hemdkragen, Strümpfe (Verschluss der Fußspitze), Teppiche und Ähnliches. Maschinell finden Kettelmaschine und Kettenstichmaschine Anwendung.  
Während beim Ketteln von Strumpfspitzen jede Masche der Endreihe maschengerecht auf das Nadelbett aufgestoßen werden muss, um eine echte Kettelnaht zu erzeugen, spricht man von „Blindketteln“, wenn dies nicht maschengerecht erfolgt. Da es einer hohen Konzentration und Ausdauer bedarf, um eine echte Kettelnaht zu erzeugen, ist diese Naht nur selten zu finden.
Als einfachere Alternative gilt die Rosso-Naht, bei der die Waren in doppelt zusammengelegtem Zustand zusammengenäht werden. Die Kettel-Naht ist nicht zu verwechseln mit dem Kettenstich in der Stickerei.
Auf besondere Bereiche der Verarbeitung von Fußbodenbelägen spezialisiert sich eine Kettlerei oder Teppichkettelei. 
Dort werden Ränder des Teppichbodens durch spezielle Kettelmaschinen mit textilem Garn, Stoffränder oder Leder umfasst. Zusätzlich wird jede Kante mit einem farblich abgestimmten Textilband-Unterlaufband geschützt. Somit entstehen professionelle und saubere Kanten. Ein Ausfransen dieser Schnittkanten wird verhindert. 
Mit Teppichketteln oder Abketteln wird also auch das Festmachen der Teppichkanten mit Kettelgarn bezeichnet.